# Serrasentoidinae
Sous-famille
Les Serrasentoidinae sont une sous-famille d'acanthocéphales. Les  acanthocéphales sont des vers à tête épineuse, c'est-à-dire de petits animaux vermiformes. Ce sont des parasites de vertébrés qui se caractérisent par un proboscis rétractable portant des épines courbées en arrière qui leur permet de s'accrocher à la paroi intestinale de leurs hôtes.

## Liste du genre et de l'espèce
La sous-famille des Serrasentoidinae réunit des acanthocéphales de la famille des Rhadinorhynchidae. Elle comprend un seul genre composé seulement de l'espèce suivante :
- genre Serrasentoides Parukhin, 1971
  - Serrasentoides fistulariae Parukhin, 1971